# Blizzard (météorologie)
Pour les articles homonymes, voir Blizzard.
Le terme blizzard désigne deux phénomènes météorologiques neigeux différents abaissant la visibilité et causant le fameux blanc dehors des francophones d'Amérique du Nord :
- une tempête de neige puissante et prolongée qui combine de basses températures avec des vents très forts chargés de flocons de neige réduisant considérablement la visibilité générale ;
- une poudrerie ou un effet de chasse-neige élevé selon la terminologie québécoise ou française, déplaçant la neige très légère tombée dernièrement, simultanément et surtout après le premier phénomène, en maintenant des températures basses. Ce type de blizzard peut durer des jours dans les endroits très exposés : dans ce cas précis, les anglophones parlent de Ground blizzard. Un sous-ensemble de ce type se rencontre dans les contrées montagneuses ou (péri)glaciaires enneigées et donne du « blizzard de surface de montagne » et le « brouillard blanc », tous les deux dits « de montagne enneigée ».

## Origine du terme et définition
L'étymologie du mot blizzard est mal connue. Il est utilisé en premier dans un quotidien d'une petite ville du Minnesota ou de l'Iowa aux États-Unis et s'est répandu ensuite dans la plupart des pays nordiques. 
Ce phénomène est particulièrement craint au Canada et dans le nord des États-Unis car il réduit grandement la visibilité, parfois jusqu'à quelques mètres. Les personnes qui ne sont pas à l'abri peuvent facilement se perdre dans la tempête, au risque d'une hypothermie invalidante ou mortelle. Avec les pluies verglaçantes, le blizzard est à l'origine de la majorité des accidents de circulation hivernale en Amérique du Nord.
Le blizzard est officiellement défini en Amérique du Nord comme une réduction de la visibilité horizontale au sol caractérisée par, :
- une visibilité inférieure à 400 mètres causée par le soulèvement de la neige, avec ou sans chute de neige ;
- des conditions venteuses turbulentes ou régulières, induisant des vitesses éoliennes égales ou supérieures à 50 km/h et un risque de refroidissement des êtres vivants par flux d'air (refroidissement éolien) ;
- une durée prolongée, au minimum plus de trois heures et au maximum trois jours.

## Blizzard avec tempête

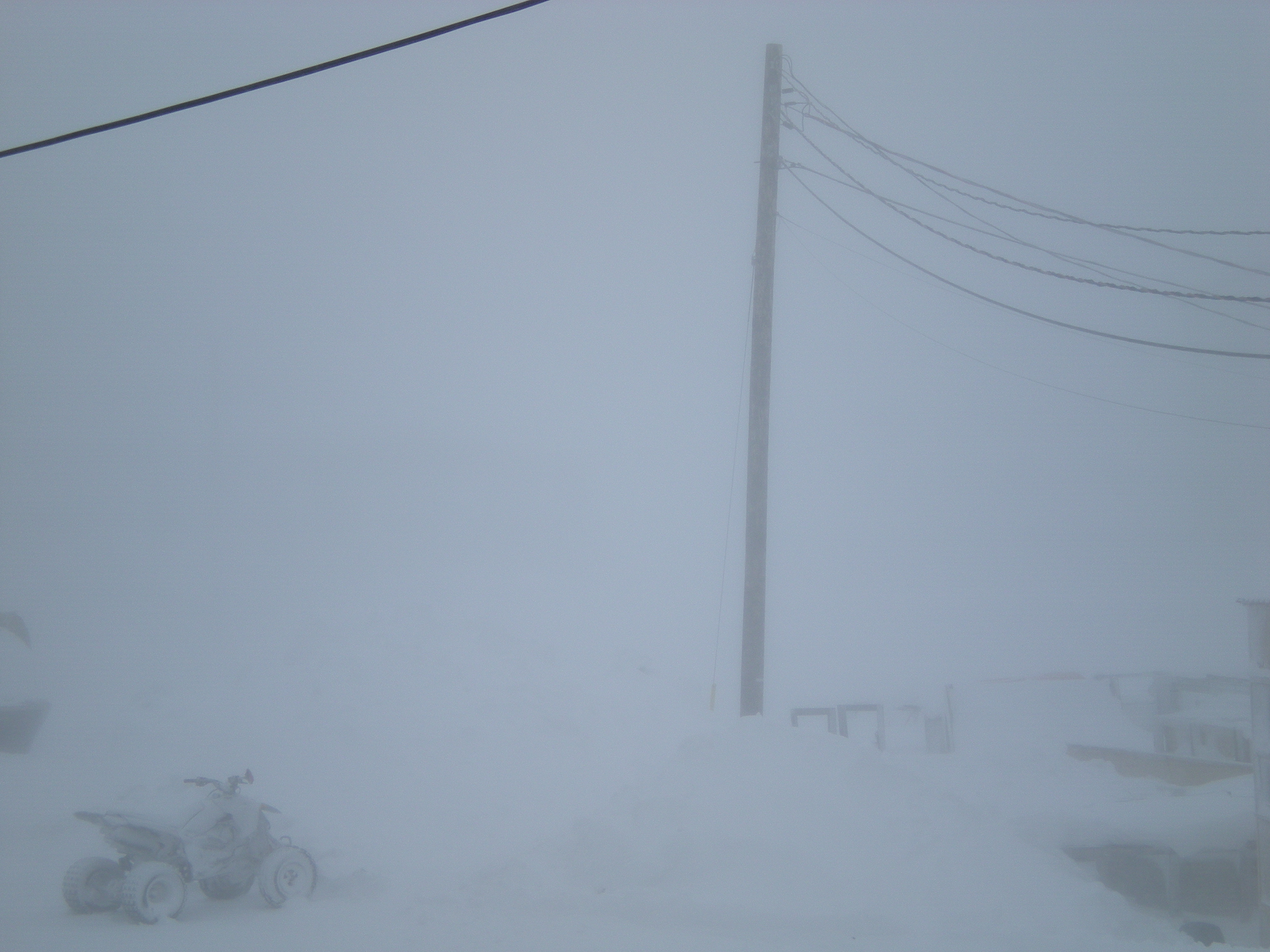
Blizzard.

Lorsqu'une dépression en intensification se dirige vers un anticyclone plus ou moins stationnaire, le gradient de pression atmosphérique devient très serré entre ces deux systèmes. Les vents qui sont proportionnels à ce gradient augmentent sur la région où se dirige la dépression. Si le tout se passe en hiver durant une tempête de neige, les vents violents soulèveront la neige qui tombe pour donner de la poudrerie. Cette dernière réduit la visibilité et forme des congères. De plus, le refroidissement éolien est important, augmentant le risque d'engelures. Ces trois éléments combinés (neige, poudrerie, refroidissement éolien) donnent la première définition d'un blizzard.
Ce type de tempête de neige extrême est commun dans le nord-est des États-Unis, l'est du Canada et les Prairies canadiennes.

## Blizzard de surface

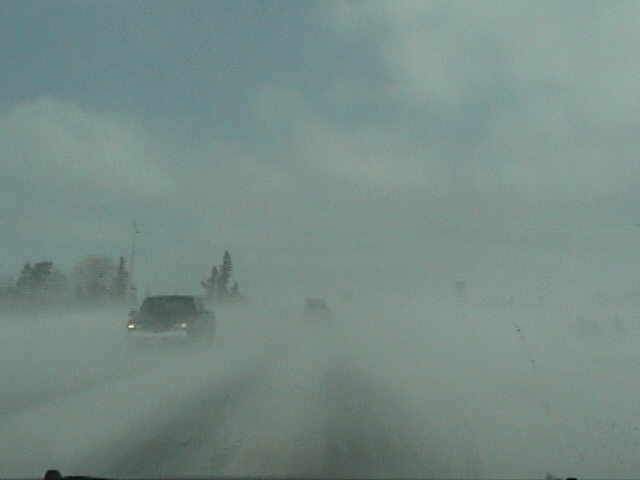
Blizzard de surface en Ontario le 21 mars 2004.

Lorsqu'il ne tombe pas de neige mais que celle accumulée au sol est très poudreuse, elle peut être soufflée facilement par le vent. Des conditions similaires à celles d'une tempête de neige peuvent alors se produire,. Ce genre de situation se produit lorsqu'un fort anticyclone s'intensifie derrière une dépression. Là encore, le gradient de pression est important et les vents forts. La neige peut avoir été laissée par la tempête ou elle peut s'être accumulée antérieurement. En général, il n'y a pas de couverture nuageuse.
La configuration du terrain est cruciale dans sa formation ou sa dissipation. Il faut un terrain relativement plat et sans obstacles. La présence d'arbres, en particulier les conifères, d'arbustes ou autre végétation le moindrement dense entrave le déplacement de la neige et atténue la poudrerie. De plus, il faut que la température soit très basse sans avoir été au-dessus du point de congélation afin que la neige soit non durcie et sous forme de cristaux de glace très fins. C'est pourquoi ce type de blizzard est fréquent en hiver dans l'Arctique, l'Antarctique, les Prairies canadiennes, les Grandes Plaines américaines, en Sibérie et dans le nord de la Chine.

### Comportement de la neige
Trois comportements de la neige sont possibles dans un tel blizzard.
1. Advection horizontale : les vents forts déplacent la neige d'un endroit à l'autre sur de grandes distances en terrain plat. Dans ce cas, la visibilité peut être nulle au sol mais excellente à quelques mètres au-dessus de celui-ci.
2. Advection verticale : un certain mouvement vertical à l'échelle synoptique existe dans l'atmosphère, qui fait que la neige est soulevée plus haut par le vent. On voit alors la formation de vagues de poudrerie pouvant atteindre 500 mètres d'épaisseur. La visibilité varie entre ces vagues.
3. Mélange convectif-mécanique : si l'atmosphère est instable, des rouleaux de convection, similaires à ceux se formant au bout des ailes d'un avion, se forment. La neige suit alors le tourbillon des rouleaux et les vents peuvent en soulever d'énormes quantités en peu de temps. Dans ces situations, les congères peuvent ensevelir des maisons et rendre la respiration impossible[5].

### Blizzard de montagne

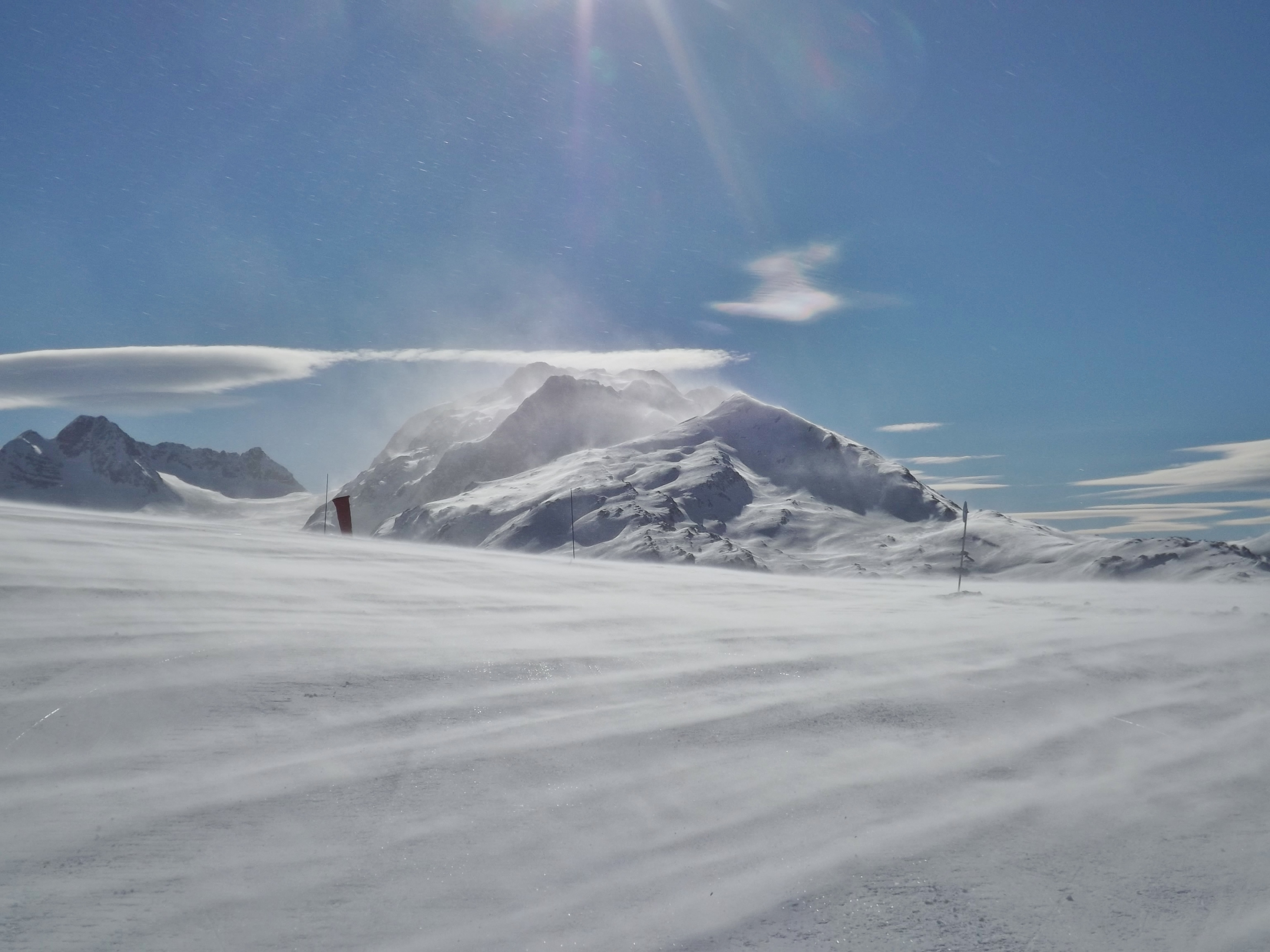
Blizzard de surface en haute montagne (haut de la station de ski de Saint-Sorlin-d'Arves, Savoie, France).

Le blizzard de montagne, caractéristique de régions fortement venteuses en montagne, est un sous-ensemble du précédent dû à l'action soutenue de vents violents qui transportent sans discontinuer, parfois pendant des dizaines de jours, la neige fraîche ou les lamelles de glace, reprises aux surfaces environnantes des sommets. À cause de l'effet refroidissant intense des masses d'air en mouvement (refroidissement éolien), ce blizzard de surface montagnard ou glaciaire cause en quelques heures la mort des animaux et des humains non protégés et souvent ensevelis sous une grande couche de neige ou de glace, très résistante et quasi bétonnée.
Le « brouillard blanc » est une invasion dense de neige fine, de particules de glace, plus ou moins fondues, qui obscurcit insensiblement en quelques minutes l'air sec ou humide d'une vallée ou d'un plateau. Il est surtout redouté par les pilotes d'engins aériens, ainsi que par les marcheurs parfois déambulant sur des plans d'eau gelés, car il amène une invisibilité soudaine et imprévisible de l'environnement. Ses effets thermiques sont variables : il peut provoquer parfois des amoncellements de glace sur les supports froids, notamment les ailes ou les vitres, mais souvent, au sol, la température peut être positive et accélérer un dégel humide en cours.

## Critères d'avertissements
La visibilité doit être de moins de 0,5 km avec des vents de 60 km/h durant plus de trois heures pour qu'une tempête se classe comme un blizzard aux États-Unis selon le National Weather Service. Le terme y est plus rarement utilisé pour définir un blizzard de surface.
Au Canada, selon Environnement Canada, le refroidissement éolien doit être équivalent à −20 °C et la visibilité être à moins de 400 m durant 4 heures pour qu'une des deux situations soit définie comme un blizzard. Cependant, le terme en français canadien est généralement associé au blizzard de surface.
D'autre pays ont d'autres critères. Par exemple, le Met Office de Grande-Bretagne demande que la neige tombe modérément à fortement avec des vents de 50 km/h et des visibilités inférieures à 200 mètres. Quels que soient ces critères, lorsqu'une telle situation est prévue par les météorologues, une alerte météorologique est envoyée.

## Filmographie
- Documentaire blizzards, 51 minutes, réalisé en 2009 par le réalisateur britannique Alex Williamson, adaptation diffusion France 5, août 2014. Ce documentaire fait partie de la série documentaire américaine La terre en colère en 8 épisodes, Pioneer Productions, 2009.